# NFLオナーズ
NFLオナーズ（英語: NFL Honors）は、NFL（ナショナル・フットボール・リーグ）で毎年行われている表彰式。NFLのチャンピオンシップゲームであるスーパーボウルの前日夜に開催され、その年のスーパーボウルの試合を放送しているテレビ局で放送される。

## 表彰一覧
表彰される賞は以下のとおりである。
- AP通信MVP
- AP通信最優秀コーチ賞
- AP通信最優秀アシスタントコーチ賞
- AP通信最優秀攻撃選手賞
- AP通信最優秀守備選手賞
- AP通信最優秀新人攻撃選手賞
- AP通信最優秀新人守備選手賞
- AP通信カムバック賞
- ペプシNFL最優秀新人選手賞
- ウォルター・ペイトンNFLマン・オブ・ザ・イヤー
- USAAサルートトゥサービス賞
- FedExエアプレーヤー賞
- FedExグランドプレーヤー賞
- ブリヂストン最優秀プレー賞
- ドラフトキングス最優秀ファンタジー選手
- バドライト最優秀セレブレーション賞
- ディーコン・ジョーンズ賞
- アート・ルーニー賞
- バート・スター賞（英語版）

## NFLオナーズ一覧
| 回 | 開催日        | MVP                        | 視聴者数 | 視聴率 | 放送局                         | 司会                     | 会場 |
| -- | ------------- | -------------------------- | -------- | ------ | ------------------------------ | ------------------------ | --- |
| 1  | 2012年2月4日  | アーロン・ロジャース       | 350万人  | 2.2    | NBC                            | アレック・ボールドウィン | ムラット劇場（インディアナポリス）                                                                               |
| 2  | 2013年2月2日  | エイドリアン・ピーターソン | 380万人  | 0.9    | CBS                            | アレック・ボールドウィン | マハリア・ジャクソン劇場（ニューオーリンズ）                                                                     |
| 3  | 2014年2月1日  | ペイトン・マニング         | 310万人  | 0.9    | Fox                            | アレック・ボールドウィン | ラジオシティ・ミュージックホール（ニューヨーク）                                                                 |
| 4  | 2015年1月31日 | アーロン・ロジャース       | 470万人  | 1.2    | NBC                            | セス・マイヤーズ         | フェニックス・シンフォニー・ホール（フェニックス）                                                               |
| 5  | 2016年2月6日  | キャム・ニュートン         | 460万人  | 1.1    | CBS                            | コナン・オブライエン     | ビル・グラハム公会堂（サンフランシスコ）                                                                         |
| 6  | 2017年2月4日  | マット・ライアン           | 320万人  | 0.9    | Fox                            | キーガン＝マイケル・キー | ウォータム劇場センター（ヒューストン）                                                                           |
| 7  | 2018年2月3日  | トム・ブレイディ           | 350万人  | 2.1    | NBC                            | ロブ・リグル             | ノースロップ講堂（ミネアポリス）                                                                                 |
| 8  | 2019年2月2日  | パトリック・マホームズ     | 342万人  | 2.1    | CBS                            | スティーブ・ハーベイ     | フォックス・シアター（アトランタ）                                                                               |
| 9  | 2020年2月1日  | ラマー・ジャクソン         | -        | 1.3    | Fox                            | スティーブ・ハーベイ     | エイドリアン・アルシュト・センター（マイアミ）                                                                   |
| 10 | 2021年2月6日  | アーロン・ロジャース       | -        | -      | CBS                            | スティーブ・ハーベイ     | ストラズセンター（タンパ） レイモンド・ジェームス・スタジアム（タンパ） ソーファイ・スタジアム（イングルウッド） |
| 11 | 2021年2月10日 | アーロン・ロジャース       | TBD      | TBD    | ABC ESPN+ NFLネットワーク      | キーガン＝マイケル・キー | YouTubeシアター（イングルウッド）                                                                                |
| 12 | 2023年2月8日  | パトリック・マホームズ     | TBD      | TBD    | NBC                            | ケリー・クラークソン     | フェニックス・シンフォニー・ホール（フェニックス）                                                               |
| 13 | 2024年2月8日  | ラマー・ジャクソン         | -        | -      | CBS Paramount+ NFLネットワーク | キーガン＝マイケル・キー | リゾート・ワールド・ラスベガス（ラスベガス）                                                                     |
| 14 | 2025年2月6日  | ジョシュ・アレン           | -        | -      | Fox NFL Network                | スヌープ・ドッグ         | センガー・シアター（ニューオーリンズ）                                                                           |